# Lingue bantu

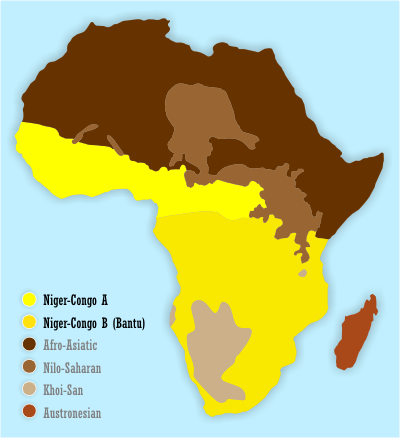
Lingue bantu (giallo scuro) e altre lingue niger-kordofaniane (giallo chiaro).

Le lingue bantu (ISO 639-2 e ISO 639-5 bnt) (o bantù; in inglese note anche come narrow bantu, ossia stretto bantu) sono una sottofamiglia di lingue africane, che fa parte della famiglia delle lingue niger-kordofaniane (dette anche lingue "Niger-Congo").

## Distribuzione geografica
Le lingue bantu sono il raggruppamento di lingue più parlato in Africa, sia in termini di numero di parlanti (310 milioni) che di diffusione geografica, dal momento che in tutti gli Stati africani a sud del Camerun, della Repubblica Centrafricana e del Kenya (cioè approssimativamente in tutta la parte di continente a sud dell'Equatore) si parla almeno una lingua bantu.
Questa distribuzione è il risultato delle grandi migrazioni delle popolazioni bantu (agricoltori e allevatori) che, originariamente stanziate nella regione tra gli attuali Camerun e Nigeria, si diffusero in quasi tutta l'Africa centrale e meridionale con una serie di ripetute migrazioni compiute nell'arco di alcuni millenni.
Vengono identificate più di 500 lingue bantu; la lingua più diffusa come numero totale di parlanti è lo swahili, che rappresenta una sorta di lingua franca dell'Africa orientale (Tanzania, Uganda, Kenya e Rep. Dem del Congo) e viene spesso parlata come seconda lingua; le lingue bantu più diffuse per numero di parlanti madrelingua sono invece lo shona dello Zimbabwe (10,8 milioni), lo zulu (Sudafrica, 10,3 milioni), il kirundi (10,1 milioni), il chewa (8,7 milioni), lo xhosa (7,8 milioni) e il kinyarwanda (7,2 milioni).

## Classificazione

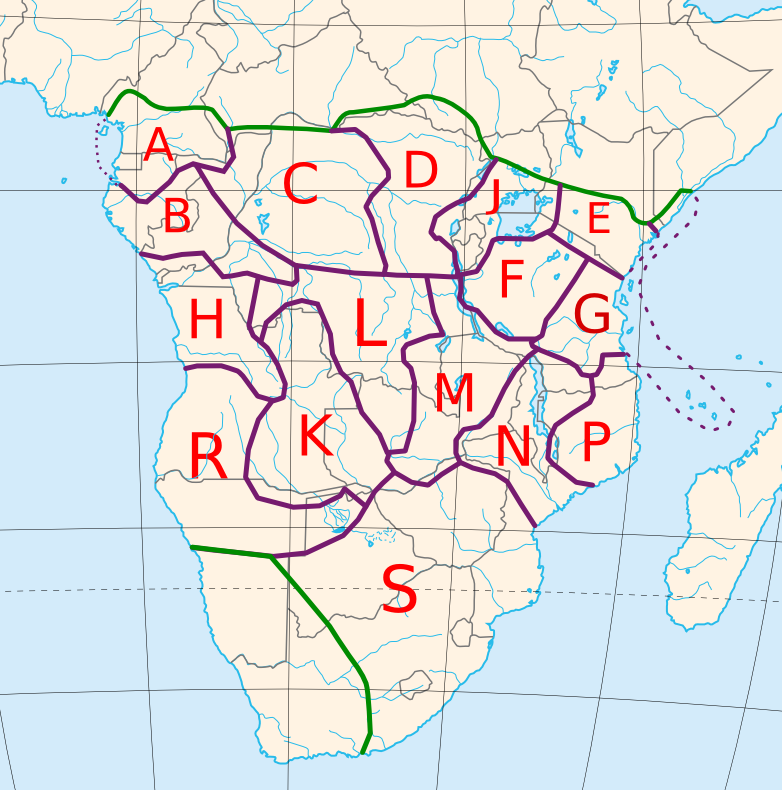
Le 16 "zone" in cui vengono suddivise le lingue bantu. In verde i confini dell'area di diffusione.

Il nome "bantu", nella maggior parte delle lingue del gruppo, significa "gente" (-ntu indica una persona, e il prefisso ba- produce una forma plurale); questo termine venne usato per raggruppare le lingue bantu per la prima volta dal linguista tedesco W. Bleek nella seconda metà dell'ottocento.
Più tardi, nel 1948, il linguista inglese Malcolm Guthrie propose una classificazione delle lingue bantu basata su "zone" (etichettate con lettere), che si basavano su criteri essenzialmente geografici più che genetici. Questa classificazione, con alcune varianti successive (creazione di una nuova zona, la J, e spostamenti di alcuni sottogruppi da una zona all'altra), è la classificazione ancor oggi maggiormente utilizzata. Ogni zona comprende diversi sottogruppi di lingue, generalmente simili fra loro e in alcuni casi con un elevato livello di mutua intelligibilità, che vengono indicati con un codice numerico con decine (ad es. le lingue nguni hanno un codice S40, le lingue sukuma-nyamwezi hanno invece il codice F20); le singole lingue sono invece indicate con un codice specifico, con la stessa decina e un numero variabile dell'unità (sempre restando nel sottogruppo delle lingue nguni, lo zulu ha il codice S42, il xhosa S41, lo swati S43, eccetera).
Un'altra classificazione, basata su aspetti fonetici e lessicali, divide le lingue bantu in nordoccidentali (o della foresta) e centrali (o della savana); nel primo gruppo ricadono la maggior parte delle lingue delle zone A, B e C (ad eccezione di alcune che sono state successivamente riconosciute come non appartenenti al gruppo bantu), mentre al secondo appartengono le lingue delle altre zone, dalla D alla S.
Le zone attualmente individuate sono 16:
- zona A (Camerun meridionale, Guinea Equatoriale, Gabon settentrionale, Congo): include numerose lingue minori, per la gran parte con poche migliaia o decine di migliaia di parlanti madrelingua, le maggiori delle quali sono l'ewondo e il fang. La zona A comprende attualmente 8 o 9 sottogruppi, a seconda delle classificazioni:[1][9] lingue lundu-balong (A10), lingue duala (A20), lingue bube-benga (A30), lingue basaa (A40), lingue bafia (A50), lingue sanaga (A60, non presente in tutte le classificazioni), lingue ewondo-fang (A70), lingue makaa-njem (A80) e lingue kako (o kaka, A90). Alcune lingue (sottogruppo delle lingue mbam), precedentemente considerate bantu e appartenenti alla zona A (parti dei gruppi A40 e A60), sono state successivamente scorporate e attribuite al gruppo delle lingue bantoidi meridionali;[10]
- zona B (Gabon, Congo sudoccidentale, Rep. Dem. del Congo sudoccidentale): include numerose lingue minori, per la gran parte con poche migliaia o decine di migliaia di parlanti madrelingua. La zona B comprende attualmente 8 sottogruppi: lingua myene (B10, unica lingua del gruppo), lingue kele (B20), lingue tsogo (B30), lingue sira (o shira-punu, B40), lingue njebi (o nzebi, B50), lingue mbere (B60), lingue teke (B70) e lingue yanzi (o tiene-yanzi, B80);
- zona C (Rep. Dem. del Congo nordoccidentale, Repubblica Centrafricana meridionale, Congo nordoccidentale): include numerose lingue parlate nella parte centro-settentrionale del bacino del fiume Congo; le più rilevanti sono il lingala, importantissima lingua franca dell'intera regione, e il bangala, ad essa molto simile e anch'essa abbastanza diffusa come seconda lingua. La zona C comprende 8 sottogruppi: lingue ngando (C10), lingue mbosi (o mboshi, C20), lingue bangi-ntomba (C30), lingue ngombe (C40), lingue kele (o soko-kele, C50), lingue mongo (C60), lingue tetela (C70) e lingue bushong (C80);
- zona D (Rep. Dem. del Congo nordorientale, Repubblica Centrafricana meridionale): include numerose lingue minori, in maggioranza parlate da poche decine di migliaia (o anche meno) di locutori madrelingua. La zona D include 5 sottogruppi: lingue enya (o mbole-enya, D10), lingue lega-kalanga (D20), lingue bira-huku (o bira-nyali, D30), lingua nyanga (D40, unica lingua del gruppo) e lingue bembe (D50); alcuni sottogruppi, precedentemente considerati parte della zona D, sono stati successivamente attribuiti alla zona J;
- zona E (Kenya meridionale, Tanzania settentrionale): comprende le lingue bantu nordorientali, in zone di confine con popolazioni parlanti lingue delle famiglie afroasiatiche e nilosahariane; le maggiori lingue della zona E sono il gikuyu, il kamba del Kenya e il gusii della Tanzania. Alcuni gruppi di lingue precedentemente inclusi nella zona E originaria sono stati successivamente attribuiti alla zona J; la zona E include perciò, attualmente, solo 3 sottogruppi: lingue kikuyu-kamba (E50), lingue chaga (E60) e lingue nyika (o nyika-taita, E70). Il gruppo delle lingue kuria (o logooli-kuria, E40), da alcune classificazioni considerato appartenente alla zona J,[9] viene secondo altri attribuito alla zona E;[1]
- zona F (Tanzania occidentale): questa zona comprende 16 lingue fra le quali la maggiore è il sukuma, che con più di 5 milioni di locutori madrelingua è una delle lingue bantu più parlate.[11] L'intera zona F include 3 sottogruppi: lingue tongwe (F10), lingue sukuma-nyamwezi (F20) e lingue nyilamba-langi (F30); nel gruppo F10 sono comprese alcune lingue precedentemente incluse nella zona M;[1]
- zona G (Tanzania orientale): comprende, fra le altre lingue, lo swahili (nelle sue diverse varietà) il cui utilizzo come lingua franca si è esteso nei decenni e travalica di molto i confini nazionali tanzaniani, estendendosi ormai a tutta l'Africa orientale. Le altre lingue del gruppo includono alcune lingue regionali tanzaniane, i cui parlanti sono spesso bilingui con lo swahili. La zona G comprende 6 sottogruppi: lingue gogo (G10), lingue shambala (G20), lingue zigula-zaramo (G30), lingue swahili (G40), lingue pogolo (o pogolo-ndamba, G50) e lingue bena-kinga (G60);
- zona H (Congo meridionale, estremo sudovest della Rep. Dem. del Congo, Angola nordoccidentale): questa zona include alcune lingue parlate nella zona del basso corso del fiume Congo, le maggiori delle quali sono il kikongo, parlato come lingua franca nell'area da vari milioni di persone e il kimbundu, importante lingua angolana. La zona H comprende 4 sottogruppi: lingue kongo (H10), lingue mbundu (o kimbundu, H20), lingue yaka (H30) e lingua hungana (H40);
- zona J (Ruanda, Burundi, Uganda meridionale, Kenya sudoccidentale, Tanzania nordoccidentale, Rep. Dem. del Congo nordorientale): non presente nella originaria classificazione di Guthrie, venne aggiunta successivamente in seguito ai lavori di Tervuren, questa zona viene anche detta lingue bantu dei Grandi Laghi in riferimento alla sua zona di distribuzione geografica (area dei grandi laghi). Nella zona J sono incluse alcune fra le lingue bantu più importanti dell'Africa orientale, come il kinyarwanda, il kirundi e il luganda (o ganda). La zona J comprende 6 sottogruppi, che vengono indicati con i codici delle precedenti zone di appartenenza: lingue nyoro-ganda (JE10), lingue rwanda-rundi (JD60), lingue shi-havu (o shi-hunde, JD50), lingue haya-jita (JE20), lingua masaba-luyia (JE30) e lingue konzo (o konzo-ndandi, JD40). Il gruppo delle lingue kuria (o logooli-kuria), da alcune classificazioni considerato appartenente alla zona J,[9] viene secondo altri attribuito alla zona E;[1]
- zona K (Angola nordorientale, Zambia occidentale, Namibia settentrionale): include alcune lingue parlate nella sezione sudoccidentale dell'areale bantu, confinante con le regioni popolate da parlanti di lingua khoisan; per questo motivo, le lingue di questa zona (insieme ad altre della zona R) vengono dette lingue bantu sudoccidentali. La zona K comprende 3 sottogruppi: lingue chokwe-luchazi (K10), lingue kwangwa (o luyana, K30) e lingue subia (o subiya-totela, K40). Alcune classificazioni includono in questa zona anche la lingua lozi (K20),[9] parlata nello Zambia, che altri considerano invece appartenente alla zona S[1] a causa dei prolungati contatti dei lozi con popolazioni zulu provenienti dal Sudafrica. Le lingue holu o pende (sottogruppo L10) vengono da alcuni inserite nella zona L.[9]
- zona L (Rep. Dem. del Congo meridionale e Zambia nordoccidentale): comprende alcune lingue parlate nella parte meridionale del bacino del Congo, fra cui importanti lingue della regione come il tshiluba, usata a livello ufficiale come lingua regionale nel sud della Rep. Dem. del Congo e il simile kiluba. La zona L include solo 2 sottogruppi: lingue songye (o songe, L20) e lingue luba (L30). Le lingue holu o pende (sottogruppo L10), vengono da alcuni inserite nella zona K.[1]
- zona M (Rep. Dem. del Congo sudorientale, Zambia centrale e orientale, Tanzania sudoccidentale, Zimbabwe settentrionale): vasta zona che comprende una ventina di lingue parlate nella zona degli altopiani dell'Africa centromeridionale, la maggiore delle quali è il bemba dello Zambia. La zona M comprende X sottogruppi: lingue nyika-safwa (M20), lingue nyakyusa (M30), lingue bemba (M40), lingue bisa-lamba (M50) e lingue lenje-tonga (M60). Il sottogruppo delle lingue mambwe (o fipa-mambwe, M10), viene a volte incluso nella zona F;[1]
- zona N (Mozambico centrale e settentrionale, Tanzania sudoccidentale, Malawi, Zambia orientale): comprende circa una quindicina di lingue parlate in una vasta area tra il lago Malawi e la media e bassa valle dello Zambesi; sono comprese in questa zona alcune rilevanti parlate come il chewa o nyanja, parlato da quasi 9 milioni di persone,[5] il tumbuka e il sena. La zona N include 2 sottogruppi, le lingue manda (N10) e le lingue senga-sena (N40), oltre alle lingue chewa e tumbuka, considerate le uniche lingue dei rispettivi sottogruppi;
- zona P (Mozambico nordorientale, Tanzania sudorientale): circa 30 lingue, tra le quali le principali sono il makhuwa e lo yao. La zona P include i 3 sottogruppi delle lingue matumbi (P10), lingue yao (P20) e lingue makhuwa (o makua, P30);
- zona R (Angola occidentale, Namibia settentrionale, Botswana nordoccidentale): include alcune lingue parlate nella sezione sudoccidentale dell'areale di distribuzione bantu, confinante con le regioni popolate da parlanti di lingua khoisan; per questo motivo, alcune lingue di questa zona (insieme ad altre della zona K) vengono dette lingue bantu sudoccidentali. Le più rilevanti sono lo umbundu (o mbundu del sud), il kwanyama e l'herero. La zona R comprende i tre sottogruppi delle lingue umbundu (R10), lingue oshiwambo, dette anche wambo o ndonga (R20), lingue herero (R30) ed il gruppo delle lingue Yeyi (R41);[12]
- zona S: (Repubblica Sudafricana, Botswana, Mozambico, Lesotho, Swaziland, Zimbabwe): è una zona molto estesa, che comprende gran parte dell'Africa meridionale. Molte delle lingue appartenenti a questa zona hanno status di lingua ufficiale nei loro Stati di diffusione, oppure (come lo shona in Zimbabwe) hanno un chiaro ruolo di lingua nazionale. La zona S comprende diverse fra le lingue bantu maggiormente diffuse, con parecchie decine di milioni di parlanti complessivi. La zona S comprende 6 sottogruppi: lingue shona (S10), lingua venda (S20, unica lingua del gruppo), lingue sotho-tswana (S30), lingue nguni (S40), lingue tswa-ronga (S50) e lingue chopi (S60).

## Grammatica
La caratteristica più nota delle lingue bantu è l'uso estensivo di prefissi per definire la classe nominale di un sostantivo (con cui si fanno concordare anche aggettivi e verbi); queste classi nominali (sorta di "categorie" che corrispondono grosso modo ai generi grammaticali delle lingue indoeuropee) hanno un numero variabile a seconda delle lingue ma sono generalmente molto numerose (anche più di venti).
Esempio (lingua zulu)
Bonke abantwana bathanda amaswidi ("Tutti i bambini amano i dolci")
Il prefisso di -nke (tutto) è "bo", ed il prefisso di -thanda (piace) è "ba" per concordare con "aba" prefisso plurale del sostantivo -ntwana (bambino). Il prefisso plurale dell'altro sostantivo -swidi (dolci) non è "aba", quindi -swidi e -ntwana non sono della stessa categoria e hanno diverse forme singolari: umntwana, iswidi.
Le lingue bantu tendono a non presentare gruppi di consonanti consecutive. Questa caratteristica appare evidente se si osserva come sono state assimilate parole straniere, inglesi o di altre lingue. Per esempio, la parola chewa per la "scuola", sukulu, deriva da school, con intercalazione di vocali; analogamente, la parola zulu per bicycle ("bicicletta") è ibhayisikili.